# Squadra zimbabwese di Coppa Davis
La squadra zimbabwese di Coppa Davis rappresenta lo Zimbabwe nella Coppa Davis, ed è posta sotto l'egida della Zimbabwe Tennis Association.
La squadra ha esordito nel 1963 e ad oggi il suo miglior risultato è il raggiungimento dei quarti di finale nel Gruppo Mondiale nel 1998 eliminata dall'Italia dopo aver sconfitto l'Australia fuori casa per 3-2.

## Organico 2019
Vengono di seguito illustrati i convocati per ogni singolo turno della Coppa Davis 2019. A sinistra dei nomi la nazione affrontata e il risultato finale. Fra parentesi accanto ai nomi, il ranking del giocatore nel momento della disputa degli incontri (la "d" indica che il ranking corrisponde alla specialità del doppio).
| Gruppo II - Playoff | Gruppo II - Playoff                                                                                        |
| Romania (1-4)       | Takanyi Garanganga (449) Benjamin Lock (546) Courtney John Lock (680 d) Mehluli Don Ayanda Sibanda (f.r.*) |
| ------------------- | --- |

* f.r. = Fuori Ranking

## Risultati
= Incontro del Gruppo Mondiale

### 2010-2019
| Anno | Turno                           | Data         | Sede              | Avversario           | Punteggio | Esito     |
| ---- | ------------------------------- | ------------ | ----------------- | -------------------- | --------- | --------- |
| 2010 | Gruppo III, Round Robin         | 5 maggio     | Marrakech (MAR)   | Botswana             | 3–0       | Vittoria  |
| 2010 | Gruppo III, Round Robin         | 6 maggio     | Marrakech (MAR)   | Madagascar           | 1–2       | Sconfitta |
| 2010 | Gruppo III, Round Robin         | 7 maggio     | Marrakech (MAR)   | Rep. del Congo       | 3–0       | Vittoria  |
| 2010 | Gruppo III, Playoff 7º–8º posto | 8 maggio     | Marrakech (MAR)   | Costa d'Avorio       | 2–0       | Vittoria  |
| 2011 | Gruppo III, Round Robin         | 4 luglio     | Il Cairo (EGY)    | Costa d'Avorio       | 2–1       | Vittoria  |
| 2011 | Gruppo III, Round Robin         | 6 luglio     | Il Cairo (EGY)    | Kenya                | 3–0       | Vittoria  |
| 2011 | Gruppo III, Round Robin         | 7 luglio     | Il Cairo (EGY)    | Ghana                | 3–0       | Vittoria  |
| 2011 | Gruppo III, Round Robin         | 8 luglio     | Il Cairo (EGY)    | Algeria              | 1–2       | Sconfitta |
| 2011 | Gruppo III, Playoff 1º-4º posto | 9 luglio     | Il Cairo (EGY)    | Egitto               | 0–2       | Sconfitta |
| 2012 | Gruppo III, Round Robin         | 2 luglio     | Tunisi (TUN)      | Tunisia              | 0–3       | Sconfitta |
| 2012 | Gruppo III, Round Robin         | 3 luglio     | Tunisi (TUN)      | Ghana                | 2–1       | Vittoria  |
| 2012 | Gruppo III, Round Robin         | 4 luglio     | Tunisi (TUN)      | Namibia              | 3–0       | Vittoria  |
| 2012 | Gruppo III, Playoff 1º-4º posto | 6 luglio     | Tunisi (TUN)      | Benin                | 1–2       | Sconfitta |
| 2013 | Gruppo III, Round Robin         | 16 maggio    | Il Cairo (EGY)    | Kenya                | 3–0       | Vittoria  |
| 2013 | Gruppo III, Round Robin         | 16 maggio    | Il Cairo (EGY)    | Ghana                | 3–0       | Vittoria  |
| 2013 | Gruppo III, Playoff 1º–4º posto | 18 maggio    | Il Cairo (EGY)    | Egitto               | 1–2       | Sconfitta |
| 2014 | Gruppo III, Round Robin         | 8 settembre  | Il Cairo (EGY)    | Rep. del Congo       | 3–0       | Vittoria  |
| 2014 | Gruppo III, Round Robin         | 10 settembre | Il Cairo (EGY)    | Nigeria              | 3–0       | Vittoria  |
| 2014 | Gruppo III, Round Robin         | 11 settembre | Il Cairo (EGY)    | Madagascar           | 2–1       | Vittoria  |
| 2014 | Gruppo III, Playoff 1º–4º posto | 13 settembre | Il Cairo (EGY)    | Namibia              | 2–0       | Vittoria  |
| 2015 | Gruppo II, 1º Turno             | 6-8 marzo    | Harare (ZIM)      | Bosnia ed Erzegovina | 1–4       | Sconfitta |
| 2015 | Gruppo II, Playoff 1º Turno     | 17-19 luglio | Harare (ZIM)      | Moldavia             | 5–0       | Vittoria  |
| 2016 | Gruppo II, 1º Turno             | 4-6 marzo    | Kittilä (FIN)     | Finlandia            | 1–4       | Sconfitta |
| 2016 | Gruppo II, Playoff 2º Turno     | 15-17 luglio | Tbilisi (GEO)     | Georgia              | 2–3       | Sconfitta |
| 2017 | Gruppo III, Round Robin         | 17 luglio    | Il Cairo (EGY)    | Ruanda               | 3–0       | Vittoria  |
| 2017 | Gruppo III, Round Robin         | 19 luglio    | Il Cairo (EGY)    | Nigeria              | 2–1       | Vittoria  |
| 2017 | Gruppo III, Round Robin         | 21 luglio    | Il Cairo (EGY)    | Egitto               | 0–3       | Sconfitta |
| 2017 | Gruppo III, Playoff 1º–4º posto | 22 luglio    | Il Cairo (EGY)    | Kenya                | 2–0       | Vittoria  |
| 2018 | Gruppo II, 1º Turno             | 3-4 febbraio | Harare (ZIM)      | Turchia              | 3–1       | Vittoria  |
| 2018 | Gruppo II, 2º Turno             | 7-8 aprile   | Sopot (POL)       | Polonia              | 1–4       | Sconfitta |
| 2019 | Gruppo II, Playoff              | 5-6 aprile   | Cluj-Napoca (ROU) | Romania              | 1–4       | Sconfitta |

## Andamento
La seguente tabella riflette l'andamento della squadra dal 1990 ad oggi.
| Pos.           | 90 | 91 | 92 | 93 | 94 | 95 | 96 | 97 | 98 | 99 | 00 | 01 | 02 | 03 | 04 | 05 | 06 | 07 | 08 | 09 | 10 | 11 | 12 | 13 | 14 | 15 | 16 | 17 | 18 | 19 |
| -------------- | -- | -- | -- | -- | -- | -- | -- | -- | -- | -- | -- | -- | -- | -- | -- | -- | -- | -- | -- | -- | -- | -- | -- | -- | -- | -- | -- | -- | -- | -- |
| Campione       |    |    |    |    |    |    |    |    |    |    |    |    |    |    |    |    |    |    |    |    |    |    |    |    |    |    |    |    |    |    |
| Finalista      |    |    |    |    |    |    |    |    |    |    |    |    |    |    |    |    |    |    |    |    |    |    |    |    |    |    |    |    |    |    |
| SF             |    |    |    |    |    |    |    |    |    |    |    |    |    |    |    |    |    |    |    |    |    |    |    |    |    |    |    |    |    |    |
| QF             |    |    |    |    |    |    |    |    |    |    |    |    |    |    |    |    |    |    |    |    |    |    |    |    |    |    |    |    |    |    |
| OF             |    |    |    |    |    |    |    |    |    |    |    |    |    |    |    |    |    |    |    |    |    |    |    |    |    |    |    |    |    |    |
| Qualificazioni | x  | x  | x  | x  | x  | x  | x  | x  | x  | x  | x  | x  | x  | x  | x  | x  | x  | x  | x  | x  | x  | x  | x  | x  | x  | x  | x  | x  | x  |    |
| Gruppo I       |    |    |    |    |    |    |    |    |    |    |    |    |    |    |    |    |    |    |    |    |    |    |    |    |    |    |    |    |    |    |
| Gruppo II      |    |    |    |    |    |    |    |    |    |    |    |    |    |    |    |    |    |    |    |    |    |    |    |    |    |    |    |    |    |    |
| Gruppo III     | x  | x  |    |    |    |    |    |    |    |    |    |    |    |    |    |    |    |    |    |    |    |    |    |    |    |    |    |    |    |    |
| Gruppo IV      | x  | x  | x  | x  | x  | x  | x  |    |    |    |    |    |    |    |    |    |    |    |    |    | x  | x  | x  | x  | x  | x  | x  | x  | x  |    |

Legenda
- Campione: La squadra ha conquistato la Coppa Davis.
- Finalista: La squadra ha disputato e perso la finale.
- SF: La squadra è stata sconfitta in semifinale.
- QF: La squadra è stata sconfitta nei quarti di finale.
- OF: La squadra è stata sconfitta negli ottavi di finale (1º turno). Dal 2019 sostituito dal Round Robin.
- Qualificazioni: La squadra è stata sconfitta al turno di qualificazione. Istituito nel 2019.
- Gruppo I: La squadra ha partecipato al Gruppo I della propria zona di appartenenza.
- Gruppo II: La squadra ha partecipato al Gruppo II della propria zona di appartenenza.
- Gruppo III: La squadra ha partecipato al Gruppo III della propria zona di appartenenza.
- Gruppo IV: La squadra ha partecipato al Gruppo IV della propria zona di appartenenza.
- x: Ove presente, la x indica che in quel determinato anno, il Gruppo in questione non è esistito nella zona geografica di appartenenza della squadra.